# Tristan i Izolda
 Ovo je glavno značenje pojma Tristan i Izolda. Za druga značenja pogledajte Tristan i Izolda (razdvojba).
Tristan i Izolda je srednjovjekovna ljubavna tragična priča. Prepoznatljivi motiv nesretne odnosno nemoguće ljubavi poznat je u brojnim varijacijama u literaturi te kao predložak za brojna druga umjetnička djela, od kojih su najpoznatiji opera Richarda Wagnera Tristan i Izolda te film Kevina Reynoldsa iz 2006. godine, također s nazivom Tristan i Izolda.

## Osnovna priča
Tristan, sin kralja Rivalena, ostavši siroče, našao je u vjernom štitonoši Gorvenalu odgojitelja i prijatelja. U petnaestoj godini dolazi na dvor svoga ujaka Marka, kralja od Cornvalla. Tristan je hrabar, vješt u oružju, zadivljuje sviranjem na harfi. 
U dvoboju s gorostasom Morholtom Tristan svlada protivnika, ali je pri tom ranjen otrovanim kopljem. Otrovni zadah njegove rane udaljuje od njega sve prijatelje te ojađen zbog takvog udesa, Tristan je, po vlastitoj želji, prepušten pučini, sam s harfom u malenom čamcu, Čamac ga, nošen vjetrovima, dovede do obala Irske. Irska kraljica (kojoj se predstavio kao žongler) izliječi ljekovitim travama njegovu ranu i povjeri mu svoju kćerku Zlatokosu Izoldu modrih očiju da je poučava u glazbi. Vrativši se u Cornvall, ujaka je toliko oduševio opisom Izoldine ljepote, da kralj Marko odluči njome oženiti. Tristan se ponovno vraća u Irsku, ovaj put s misijom da za svoga ujaka isprosi Izoldinu ruku. Kraljica povjeri Izoldinoj pratilici Brangijeni napitak koji je imao čudesnu moć da one koji ga ispiju sjedini zauvijek u ljubavi i smrti. 
Ali za vrijeme putovanja taj ljubavni napitak (namijenjen Izoldi i Marku) ispiše, zabunom, Izolda i Tristan. Od toga trenutka ni čast, ni obziri, ni vjenčanje Marka i Izolde - ništa nije moglo raskinuti sudbinsku vezu Izolde i Tristana. Saznavši da se ljubavnici potajno sastaju, kralj Marko progna Tristana iz Convalla. Da bi zaboravio svoju ljubav, Tristan se u progonstvu (u Bretanji) ženi kćerkom vojvode Hoela (kojoj je također ime Izolda), nazvanom Izoldom bijelih ruku. Čežnju za Zlatokosom uzalud nastaju potisnuti viteškim bojevima i lovom. Sudjelujući s prijateljem Kaheridnom u nekoj pustolovini, Tristan je smrtno ranjen. Po Kaherdinu šalje poruku Zlatokosoj Izoldi da je želi vidjeti prije smrti. Bijelo jedro na lađi bit će znak da Izolda stiže, a crno da se oglušila pozivu. Zlatokosa Izolda odmah krene na put. Međutim Izolda bijelih ruku, opsjednuta ljubomorom, laže Tristanu da se primiče lađa s crnim jedrima. Tristan od boli umire, a Zlatokosa Izolda, našavši ga mrtva, pada mrtva do njega. Kralj Marko, koji je u isti mah saznao i za njihovu smrt i za tajnu ljubavnog napitka, prenio je u Cornvall tijela nesretnih ljubavnika i sahranio ih jedno do drugoga. Iz njihovih grobova izrasla su dva stabla, čije su se grane međusobno ispreplele nerazdvojivo.